# Ignace Joseph Haudouart
Ignace Joseph Delfin Haudouart est un homme politique français né le 7 avril 1753 à Bapaume (Pas-de-Calais) et décédé à une date inconnue.
Maire de Bapaume, président du tribunal du district, il est député du Pas-de-Calais de 1791 à 1792, siégeant dans la majorité.

## Sources
- « Ignace Joseph Haudouart », dans Adolphe Robert et Gaston Cougny, Dictionnaire des parlementaires français, Edgar Bourloton, 1889-1891 [détail de l’édition]